# Каштанов, Александр Николаевич
Алекса́ндр Никола́евич Кашта́нов (25 марта 1928, с. Юрасово Бронницкого уезда Московской губернии (ныне — Бронницкого района Московской области), РСФСР, СССР — 8 февраля 2022) — советский и российский учёный-агроном, партийный и хозяйственный деятель. Доктор сельскохозяйственных наук (1977), профессор (1991), академик (1978) и вице-президент ВАСХНИЛ (1978—1979, 1983—1992), первый вице-президент РАСХН (1992—2002), академик РАН (2013).
Директор Алтайского НИИ сельского хозяйства (1967—1976), заместитель министра сельского хозяйства РСФСР (1976—1978), заместитель заведующего сельскохозяйственным отделом ЦК КПСС (1979—1983). Избирался депутатом Верховного Совета РСФСР 8-го и 9-го созывов.
Заслуженный деятель науки Российской Федерации (1993). Лауреат Государственной премии Российской Федерации в области науки и техники (2000).

## Биография
Родился в 1928 году в селе Юрасово. Окончил Московскую сельскохозяйственную академию им. К. А. Тимирязева (1952). Член КПСС.
С 1952 года — на хозяйственной, общественной и политической работе: младший научный сотрудник Сибирского НИИ сельского хозяйства, главный агроном Ольгинской МТС Полтавского района Омской области, заместитель начальника, начальник Омского областного управления сельского хозяйства, заведующий с.-х. отделом, секретарь Омского обкома КПСС, инструктор отдела оргпартработы ЦК КПСС, директор Алтайского НИИ сельского хозяйства, заместитель Министра сельского хозяйства РСФСР, вице-президент ВАСХНИЛ, председатель Президиума Сибирского отделения ВАСХНИЛ, заместитель заведующего с.-х. отделом ЦК КПСС, вице-президент ВАСХНИЛ, первый вице-президент Россельхозакадемии, заведующий отделом агрофизики, гидрологии и эрозии почв, главный научный сотрудник Почвенного института им. В. В. Докучаева.
Как отмечается в БРЭ — соратник и последователь Т. С. Мальцева и А. И. Бараева.
Член редколлегии журнала «Земледелие».
Академик Академии аграрных наук Республики Беларусь (1997), Украинской академии аграрных наук (1999), Академии с.-х. наук Грузии (1997), Международной Славянской академии наук, образования, искусств и культуры (1996), Российской экологической академии.
Скончался А. Н. Каштанов 8 февраля 2022 года. Похоронен в Солнечногорском районе Московской области на Перепечинском кладбище (участок 100).

## Основные работы
- Защита почв от ветровой и водной эрозии. М., 1974;
- Почвозащитное земледелие. М., 1979 (в соавт.);
- Устойчивость земледелия: Пути повышения. М., 1983;
- Почвоводоохранное земледелие. М., 1984 (в соавт. с М. Н. Заславским);
- Основы ландшафтно-экологического земледелия. М., 1994 (в соавт. с Ф. Н. Лисицким и Г. И. Швебс);
- Агроэкология почв склонов. М., 1997 (в соавт. с В. Е. Евтушенко);
- Агролесомелиоративная наука в XX веке / соавт.: Е. С. Павловский и др. — Волгоград: ВНИАЛМИ, 2001. — 365 с.
- Эрозия почв России. М., 2004 (в соавт. с Л. Л. Шишовым и др.).
- Развитие технологий, методов и средств точного земледелия / соавт.: Д. С. Булгаков и др. — М., 2006. — 62 с.
- Земледелие: избранные труды / ГНУ Почв. ин-т им. В. В. Докучаева. — М., 2008. — 686 с.
- Крутые повороты: [воспоминания]. — М.: Зарницы, 2011. — 259 с.

## Награды и отличия
- Орден Ленина (1973)
- два ордена Трудового Красного Знамени (1971, 1988)
- два ордена «Знак Почёта» (1957, 1966)
- Орден «За заслуги перед Отечеством» IV степени (1998)[5]
- Медаль «За труды по сельскому хозяйству» (2004)[6]
- 6 медалей СССР, медали ВДНХ, золотые медали им. В. Р. Вильямса, С. И. Вавилова, Т. С. Мальцева, А. И. Бараева
- Заслуженный деятель науки Российской Федерации (1993)[7]
- Лауреат Государственной премии Российской Федерации в области науки и техники (2000)
- Почетный доктор наук Сибирского НИИ земледелия и химизации (1997)